# Mysella maltzani
Mysella maltzani is een tweekleppigensoort uit de familie van de Montacutidae. De wetenschappelijke naam van de soort is voor het eerst geldig gepubliceerd in 1876 door Verkruzen.